# Veronica Carattoni
Veronica Carattoni – sanmaryńska pływaczka.
Czterokrotna medalistka igrzysk małych państw Europy. W 1985 zdobyła srebrny medal na 100 m stylem motylkowym i w sztafecie 4 × 100 m stylem dowolnym oraz brązowy na 200 m stylem zmiennym, natomiast w 1987 wywalczyła srebro na 200 m stylem motylkowym.